# Quán Toan
Quán Toan là một phường cũ từng thuộc quận Hồng Bàng, thành phố Hải Phòng, Việt Nam.

## Địa lý
Phường Quán Toan có vị trí địa lý:
- Phía đông giáp phường Hùng Vương và thành phố Thủy Nguyên
- Phía tây giáp phường An Hưng
- Phía nam giáp quận An Dương
- Phía bắc giáp phường An Hồng.

Phường Quán Toan có diện tích 2,44 km², dân số năm 2023 là 11.525 người, mật độ dân số đạt 4.723 người/km².
Phường có Quốc lộ 5 và Quốc lộ 10 chạy qua.

### Điều kiện tự nhiên
Địa hình
Quán Toan có địa hình đồng bằng, tương đối thấp và bằng phẳng, không có đồi núi. Thành phần địa chất chủ yếu là cát kết, bột kết và đá vôi.
Khí hậu
Nằm trong đới khí hậu nhiệt đới gió mùa của châu Á và gần với Biển Đông, Quán Toan chịu ảnh hưởng của gió mùa. Gió mùa Đông Bắc lạnh và khô (trong mùa đông) từ tháng 11 đến tháng 4 tạo ra mùa đông khô và lạnh. Gió mùa Tây mát mẻ, trong lành gây ra nhiều mưa từ tháng 5 đến tháng 10. Lượng mưa trung bình năm thay đổi từ 1.600mm đến 1.800mm. Bão thường xảy ra từ tháng 6 đến tháng 9. Nhiệt độ Quán Toan cũng như Hải Phòng thay đổi không nhiều, thường cao hơn 1 độ về mùa đông và thấp hơn 1 độ về mùa hè so với Hà Nội. Độ ẩm trung bình năm thay đổi trong khoảng 80- 85%. Độ ẩm cao nhất đạt 100% vào tháng 7,8 và 12 và thấp nhất vào tháng 9 và 1.

### Tài nguyên thiên nhiên
Quán Toan không có mỏ khoáng sản. Phía đông tiếp giáp với sông Cửa Cấm là một nhánh của sông Cấm thông ra biển Đông với nhiều loại hải sản có giá trị kinh tế cao. Các bãi triều gần sông Cửa Cấm không những thuận lợi cho khai thác thủy  hải sản  mà còn sử dụng cho nuôi trồng thủy sản mặn lợ với các sản phẩm giá trị.
Tài nguyên đất
Quán Toan có khoảng 244 ha đất hình thành chủ yếu từ phù sa hệ thống sông Thái Bình. Hầu hết là đất chua và chua mặn với địa hình xen kẽ giữa các giải đất thấp và cao. Biến động khí hậu ảnh hưởng tiêu cực tới đất, thổ nhưỡng và thực vật, gây thêm khó khăn cho sản xuất nông nghiệp, đặc biệt là trồng trọt.
Tài nguyên nước mặt
Tài nguyên nước mặt ở Quán Toan khá đa dạng và phong phú, gồm nước ngọt, nước lợ và nước biển. Tổng chiều dài các con sông chảy qua Quán Toan khoảng 1 km, mật độ trung bình 0,6–0,8 km/km².

## Hành chính
Phường Quán Toan được chia thành 10 tổ dân phố số: 1, 2, 3, 4, 5, 6, 7, 8, 9, 10.

## Lịch sử
Ngày 23 tháng 11 năm 1993, Chính phủ ban hành Nghị định số 89-CP về việc:
- Sáp nhập thị trấn Quán Toan thuộc huyện An Hải vào quận Hồng Bàng.
- Thành lập phường Quán Toan trên cơ sở toàn bộ thị trấn Quán Toan và một phần đất của các xã: Nam Sơn, An Hưng.[3]

Ngày 20 tháng 7 năm 2022, HĐND TP. Hải Phòng ban hành Nghị quyết số 26/NQ-HĐND về việc:
- Thành lập tổ dân phố số 1 trên cơ sở tổ dân phố Hải Triều 1 và tổ dân phố Hải Triều 2.
- Thành lập tổ dân phố số 2 trên cơ sở tổ dân phố Hải Triều 3 và tổ dân phố Hải Triều 4.
- Thành lập tổ dân phố số 3 trên cơ sở tổ dân phố Do Nha 3 và tổ dân phố Đường 5/1.
- Thành lập tổ dân phố số 4 trên cơ sở tổ dân phố Đường 5/2, tổ dân phố Đường 5/3 và một phần của tổ dân phố Đường 5/4.
- Thành lập tổ dân phố số 5 trên cơ sở tổ dân phố A1–A2 và tổ dân phố A3–A4.
- Thành lập tổ dân phố số 6 trên cơ sở tổ dân phố A5–A6 và tổ dân phố A7–A8.
- Thành lập tổ dân phố số 7 trên cơ sở tổ dân phố Quán Toan 1, tổ dân phố Quán Toan 3 và một phần của rổ dân phố Nguyễn Văn Túy.
- Thành lập tổ dân phố số 8 trên cơ sở một phần của tổ dân phố Nguyễn Văn Túy.
- Thành lập tổ dân phố số 9 trên cơ sở tổ dân phố Đống Hương, một phần tổ dân phố Đường 5/4 và một phần của tổ dân phố Cống Mỹ.
- Thành lập tổ dân phố số 10 trên cơ sở tổ dân phố Trúc Sơn, tổ dân phố Phố Cảng, một phần của tổ dân phố Nguyễn Văn Túy và một phần của tổ dân phố Cống Mỹ.

Ngày 16 tháng 6 năm 2025, Ủy ban Thường vụ Quốc hội ban hành nghị quyết sắp xếp đơn vị hành chính cấp xã của thành phố Hải Phòng năm 2025. Theo đó, toàn bộ diện tích tự nhiên, quy mô dân số của phường Quán Toan được sắp xếp với toàn bộ diện tích tự nhiên, quy mô dân số của phường An Hồng và một phần diện tích tự nhiên, quy mô dân số của các phường An Hưng, Đại Bản, Lê Thiện,Tân Tiến thành phường mới có tên gọi là phường Hồng An.

## Danh nhân
Quán Toan là nơi sinh của ông Nguyễn Trọng Trường vợ là bà Nguyễn Thị Hồng Mận, người từng được Chủ tịch Hồ Chí Minh trao tặng danh hiệu Anh hùng lao động, anh hùng vũ trang và phong Giáo sư tiến sĩ vào năm 2014. Ông là một trong những kĩ sư hàng đầu Việt Nam người góp phần xây dựng và phát triển cơ sở hạ tầng của Việt Nam tuy nhiên nhiều đóng góp của ông lại không được áp dụng vì nhiều người ganh ghét và đố kị.[cần dẫn nguồn]